# Thiago Braz da Silva
Thiago Braz da Silva (* 16. prosince 1993) je brazilský atlet, který se specializuje na skok o tyči. V současné době je držitelem olympijského rekordu 6,03 metru, kterým zvítězil na Letních olympijských hrách 2016 v Riu de Janeiru, kde porazil obhájce titulu a světového rekordmana Renauda Lavillenieho.

## Kariéra
V roce 2012 získal výkonem 5,55 m zlatou medaili na Mistrovství světa juniorů.
Na Mistrovství světa v atletice startoval poprvé v roce 2013 v Moskvě, s výkonem 5,40 m se nekvalifikoval do finále a skončil na 14. místě. V roce 2015 v Pekingu skočil v kvalifikaci 5,65 m, ale ani tentokrát to na finále nestačilo, obsadil 19. místo.
Dne 24. června 2015 dosáhl v Baku nového osobního rekordu 5,92 m, svoje předchozí maximum překonal skoro o 20 cm. Dne 13. února 2016 si v Berlíně znovu zlepšil osobní rekord na 5,93 m. To byl také jeho nejlepší výkon před olympiádou v Riu.
Na Letních olympijských hrách 2016 v Rio de Janeiru získal zlatou medaili výkonem 6,03 m, přičemž poprvé v životě překonal hranici šesti metrů. Tímto výkonem se zařadil mezi nejlepší tyčkaře historie.

## Osobní rekordy

#### Hala
- 5,95 m – 20. březen 2022, Bělehrad

#### Venku
- 6,03 m – 15. srpen 2016, Rio de Janeiro